# Alper Bagceci
Alper Bagceci (* 16. April 1984 in Ulm) ist ein deutscher Fußballspieler.

## Werdegang
Bagceci entstammt der Jugend des SSV Ulm 1846. Für den ehemaligen Bundesligisten debütierte er 2003 in der Männermannschaft und konnte sich unter Trainer Dieter Märkle und dessen Nachfolger Marcus Sorg in der Stammformation festspielen. Bis 2006 lief er für die „Spatzen“ in der Oberliga Baden-Württemberg auf und verpasste mit der Mannschaft zweimal nur knapp den Aufstieg in die drittklassige Regionalliga Süd.
2006 wechselte er innerhalb der Liga zum Heidenheimer SB, dessen Fußballabteilung sich 2007 als 1. FC Heidenheim 1846 abspaltete. Wie zuvor in Ulm war Bagceci auch beim FCH von Anfang an ein zuverlässiger Stammspieler im Mittelfeld. Er qualifizierte sich mit der Mannschaft 2008 für die nach der Ligareform viertklassige Regionalliga Süd und wurde ein Jahr später Meister, womit sie in die 3. Liga aufstieg. Sein Profidebüt gab er erst am fünften Spieltag, als er beim Heimspiel gegen die zweite Mannschaft des FC Bayern München in der Startaufstellung war. Aber auch in der höheren Spielklasse behauptete er seinen Stammplatz. Zu Beginn der Spielzeit 2011/12 setzte ihn erstmals eine Verletzung längere Zeit außer Gefecht, so dass er erst verspätet in die Saison einstieg. Am Ende kam er in diesem Jahr auf 24 Einsätze und erreichte mit dem Team Platz 4, das bis dahin beste Abschneiden in der Vereinsgeschichte im Profifußball. Im Sommer 2014 stieg er mit dem Verein in die 2. Bundesliga auf.
Im Sommer 2015 kehrte er zum SSV Ulm 1846 zurück. Mit dem Verein stieg er als Meister der Oberliga Baden-Württemberg 2016 wieder in die Regionalliga auf, wo sich der Klub im vorderen Tabellenmittelfeld festsetzte. Auch im WFV-Pokal war er mit dem Klub erfolgreich, nach dem Erfolg in den Wettbewerben 2017/18 un 2018/19 qualifizierte sich die Mannschaft jeweils für den DFB-Pokal.
2019 beendete Bagceci seine höherklassige Karriere und schloss sich dem vom ehemaligen Ulmer Spieler Ünal Demirkıran trainierten Türkspor Neu-Ulm in der Landesliga Württemberg an. Als Tabellenführer der aufgrund der COVID-19-Pandemie vorzeitig abgebrochenen Spielzeit 2019/20 stieg der Klub in die Verbandsliga Württemberg auf, aus der die Mannschaft nach zwei Spielzeiten 2022 wieder abstieg.

## Erfolge
- Aufstieg in die Regionalliga mit dem FC Heidenheim 2008
- Aufstieg in die 3. Liga mit dem FC Heidenheim 2009
- Aufstieg in die 2. Liga mit dem FC Heidenheim 2014
- WFV-Pokal: 2008, 2011, 2012, 2013, 2014, 2018, 2019